# Yuzo Minami
Yuzo Minami (南 祐三 Minami Yuzo?, nacido el 17 de noviembre de 1983 en Saitama) es un exfutbolista japonés. Jugaba de defensa y su último club fue el V-Varen Nagasaki de Japón.

## Trayectoria

### Clubes
| Club             | País  | Año         |
| ---------------- | ----- | ----------- |
| Urawa Reds       | Japón | 2002 - 2006 |
| Ehime FC         | Japón | 2006 - 2008 |
| V-Varen Nagasaki | Japón | 2009 - 2010 |

## Palmarés

### Títulos nacionales
| Título             | Club       | País  | Año  |
| ------------------ | ---------- | ----- | ---- |
| Copa J. League     | Urawa Reds | Japón | 2003 |
| Copa del Emperador | Urawa Reds | Japón | 2005 |
| J1 League          | Urawa Reds | Japón | 2006 |
| Copa del Emperador | Urawa Reds | Japón | 2006 |